# Partito arancione

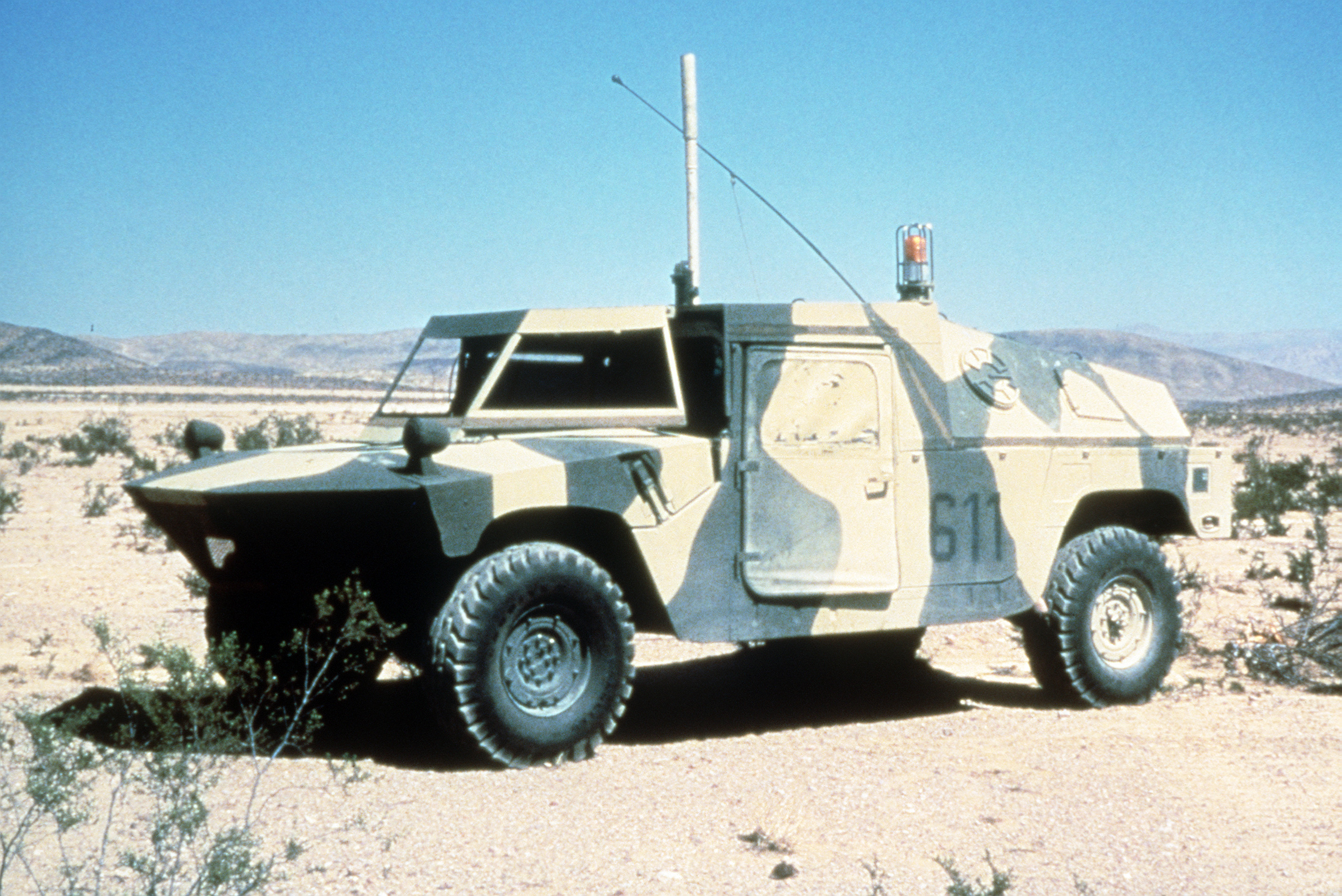
Fort Irwin, California. Un HMMWV USA, "camuffato da trasporto truppe sovietico", gioca il suo ruolo da opponent force.

Partito arancione è il nome in codice che nella tradizione militare italiana si dà all'unità (o alla formazione raggruppante più unità) incaricata di rappresentare il nemico nelle esercitazioni. Nella tradizione USA si usa l'espressione opposing force (abbreviato in OPFOR), e in quella canadese enemy force. L'equivalente aeronautico è l'aggressor.
Ad un livello elementare, un'unità può occasionalmente fungere da "partito arancione" per un singolo scenario di esercitazione, ma le più importanti forze armate del mondo mantengono dei gruppi tattici specializzati, particolarmente preparati per fornire il massimo del realismo addestrativo.

## Tecniche

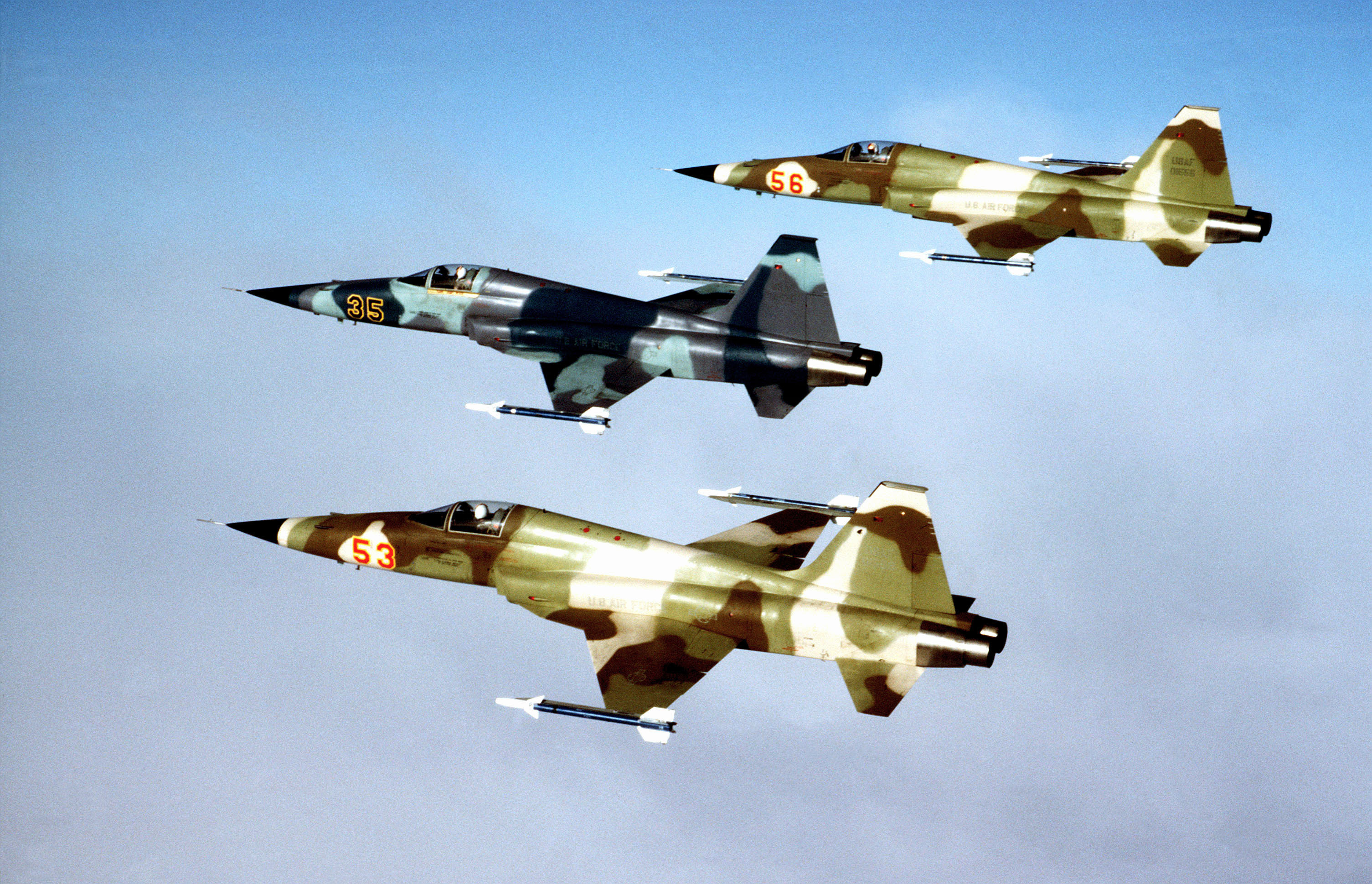
Uno "squadrone aggressore" impersonato da tre F-5E Tiger II.

Per evitare i disguidi diplomatici che deriverebbero dall'attribuzione della qualità di nemico ad una nazione del "mondo reale", spesso in esercitazione si usano "denominazioni di fantasia" per la squadra nemica, pur dotandola di caratteristiche militari il più possibile corrispondenti a quelle che ci si aspetta nell'avversario "vero" cui ci si riferisce.
L'OPFOR può anche coincidere con le attività del cosiddetto Red Team. Vi è un Analytic Red Team che si occupa di sviluppare tattica, tecniche e procedure (TTPs) che verranno poi effettivamente applicate dal "partito arancione" nelle simulazioni ed esercitazioni vere e proprie.
Quando ad agire siano reparti specializzati nel cosiddetto red teaming, è possibile che "combattano" utilizzando le verosimili dottrine, armi ed attrezzature del nemico ("vero", cui si ispira l'attività d'esercitazione). Possono vestire uniformi somiglianti a quelle del nemico, o almeno una differente da quelle delle "forze amiche". I loro veicoli possono essere quelli effettivamente usati dal nemico "inscenato", o essere modificati per assumerne almeno l'aspetto. Tutte queste misure servono ad aumentare il realismo dell'esercitazione e forniscono utili insegnamenti su come combattere quello specifico avversario.
Entrambi i "partiti" — per ricreare la "nebbia di guerra" causata dal rumore e dal fumo della battaglia vera — usano spesso munizioni a salve, artifici fumogeni, e simulatori d'artiglieria.

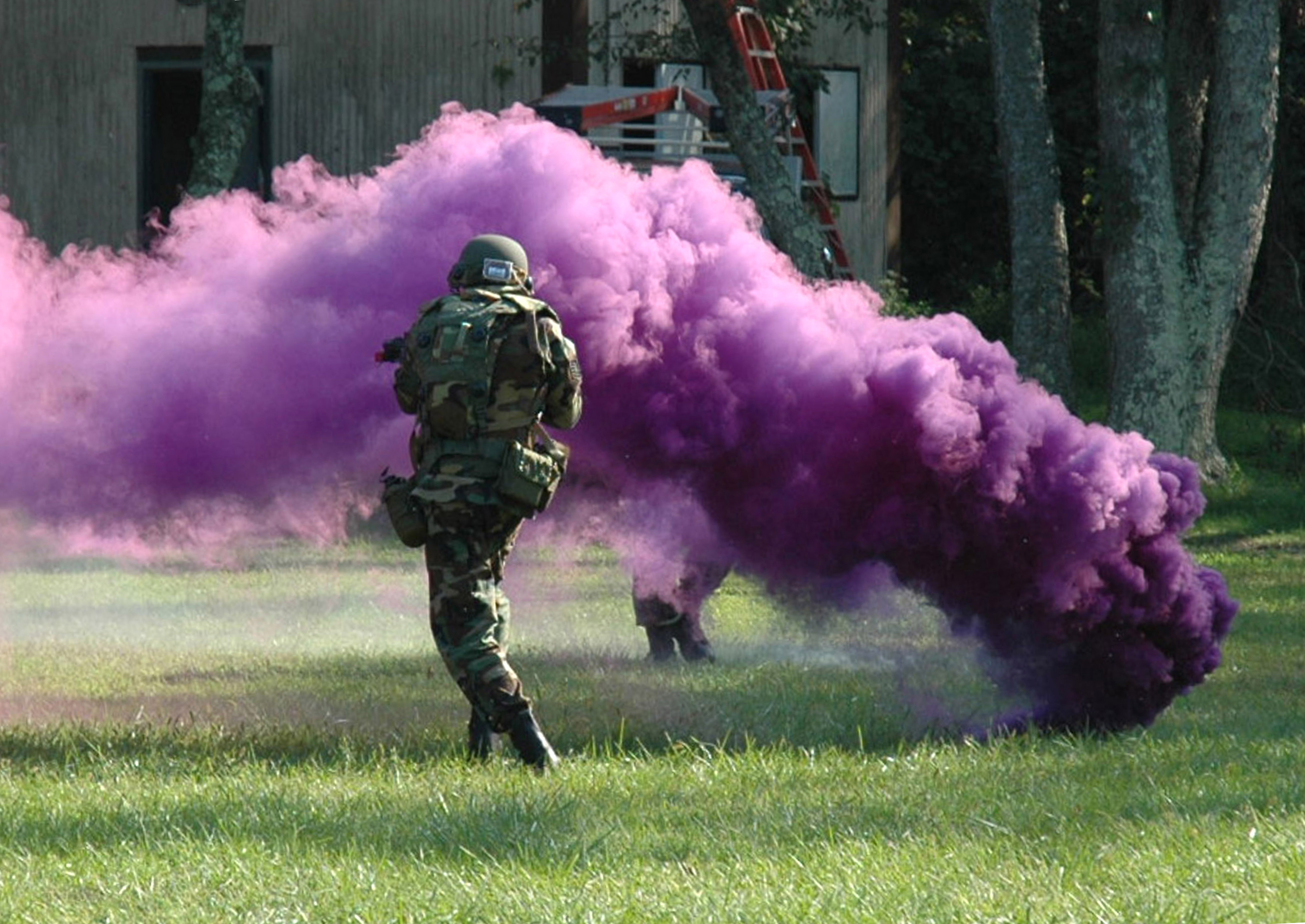
Un allievo dellAir Mobility Warfare Center's Advanced Contingency Skills Training Course 06-5 a Fort Dix, (New Jersey) utilizza un fumogeno violetto in un'esercitazione.

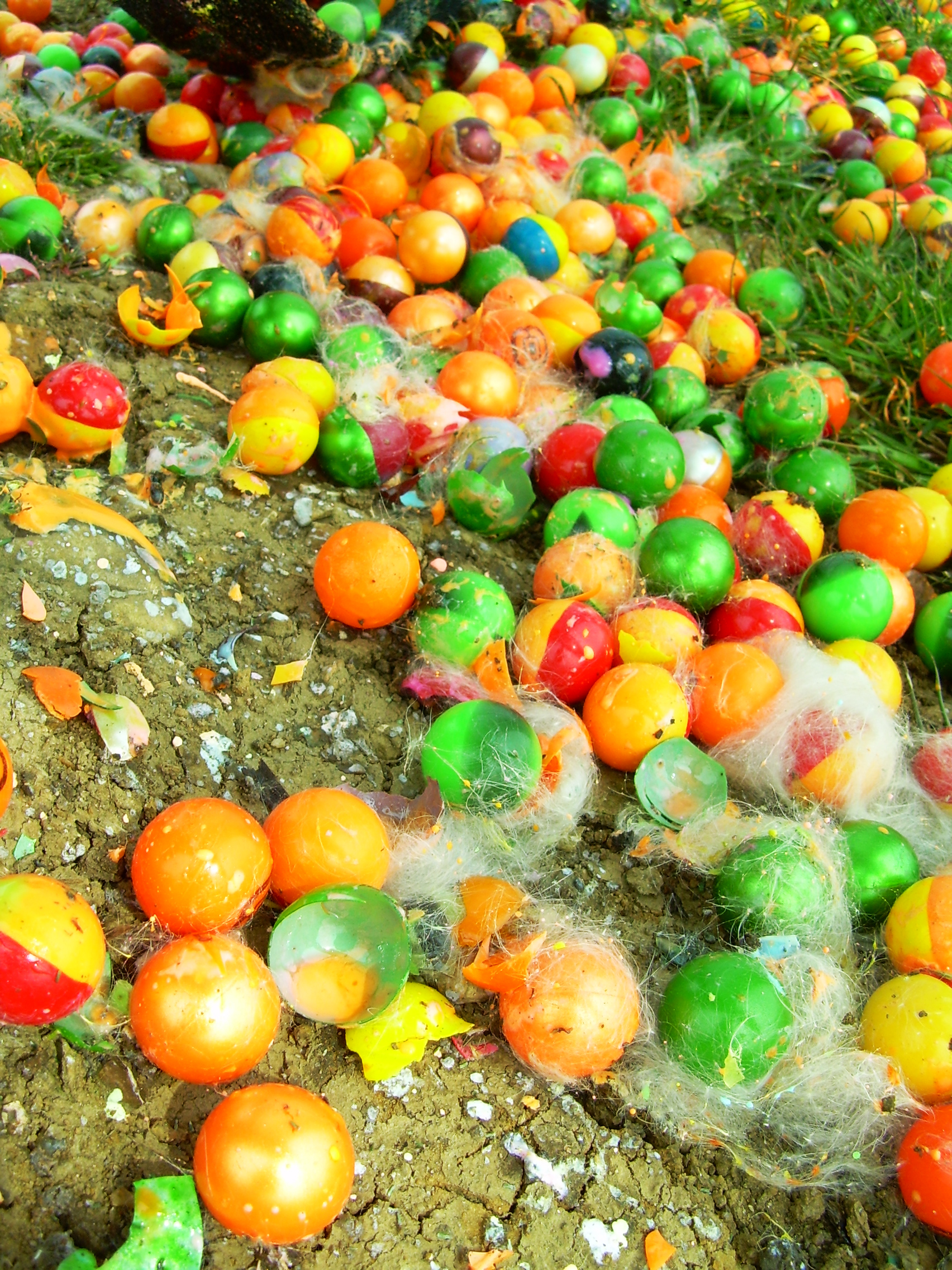
Proiettili da paintball usati.

In aggiunta, si può usare un sistema di simulazione come il Multiple Integrated Laser Engagement System (MILES). Tale sistema è collegato a varie armi, e collimato con i congegni di relativi mira. Quando si spara una cartuccia a salve, il sistema invia un raggio laser, il cui tocco (sul bersaglio) "ferisce", "uccide" o "danneggia" ogni soldato o veicolo che si venga a trovare sul percorso (ipotetico) del proiettile (simulato). Ovviamente, il raggio laser è captato da appositi sensori posti sui soldati e sui veicoli partecipanti al wargame.
In alternativa, si possono usare armi da paintball somiglianti ad armi autentiche, o cartucce da esercitazione come la pallottola di plastica. Di solito, gli "arbitri" dell'esercitazione seguono le truppe in addestramento per favorire il rilevamento di "uccisioni" aggiuntive, come nel caso che sia lanciata una granata simulata. Il sistema MILES cui accennavamo prima dispone di una specifica controller gun per svolgere questa funzione. Tutte queste misure concorrono ad enfatizzare l'importanza del fuoco mirato, e del porsene al riparo. Questi concetti, anche se ovvi, sono spesso trascurati nelle esercitazioni "ad un solo partito", perché il soldato non ne subisce in alcun caso le conseguenze.

## Unità

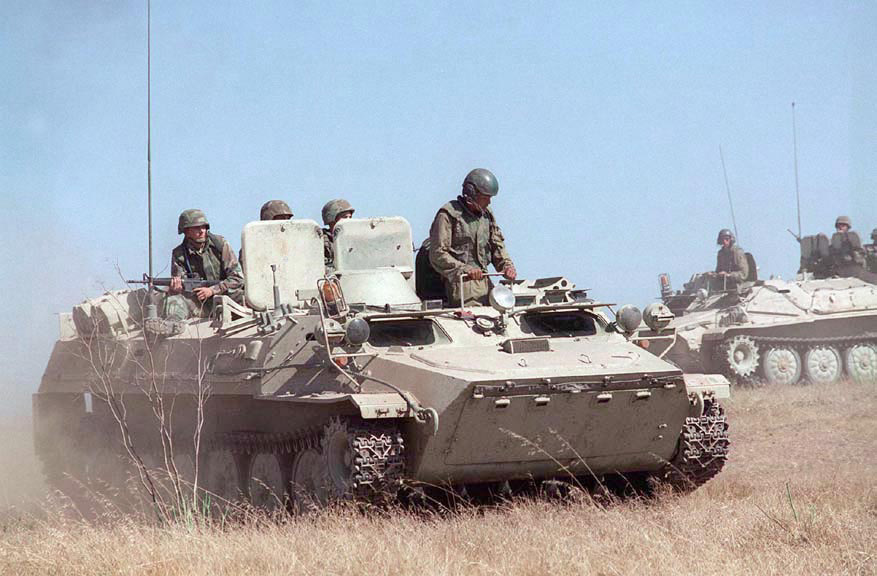
Marines USA impiegano un veicolo MT-LB già appartenuto alla DDR per il ruolo di "partito arancione" in un'esercitazione.

Uno dei reparti specializzati nel ruolo di "partito arancione" più conosciuti è l'OPFOR degli Stati Uniti. Durante la Guerra fredda, tali reparti (in Occidente) usavano la dottrina militare sovietica e simulavano gli equipaggiamenti della stessa provenienza; una volta caduta l'URSS, le OPFOR americane hanno dovuto ingegnarsi a rappresentare uno spettro di avversari più ampio. L'addestramento più recente si è concentrato su Iraq e Afghanistan.
Nello US Army ci sono queste tre principali organizzazioni OPFOR:
- Il National Training Center o NTC a Fort Irwin[1] (California) - che opera soprattutto con lo 11th Armored Cavalry Regiment soprannominato BLACKHORSE;
- Il Joint Readiness Training Center o JRTC a Fort Polk[11] (Louisiana)  - con il reparto 1st Battalion, 509th Parachute Infantry Regiment alias GERONIMOS;
- Il  Joint Multinational Readiness Center o JMRC (in precedenza conosciuto come Combat Maneuver Training Center o CMTC) a Hohenfels  (Germania)[12] - con il reparto 1st Battalion, 4th Infantry Regiment (Separate) o WARRIORS.

Di solito, le unità di stanza all'NTC e allo JMRC ricreano un reggimento o una divisione fucilieri motorizzati sovietico/a. All'NTC, fino al 2003 si impiegavano carri M551 Sheridan per simulare i sovietici T-80. HMMWV modificati visivamente (VISMOD) si impiegano per replicare i BRDM-2, veicoli "trasporto truppe" M113 (sempre VISMOD) "recitano" da BMP-2, carri M1 Abrams (assieme agli M113) riproducono i T-80. Anche gli M60 Patton sono adoperati per riprodurre i T-80.
A metà degli anni 1990, lo JMRC fu usato per addestrare le forze di peacekeeping per le missioni a bassa intensità nell'ex Jugoslavia, evolvendosi poi nell'addestramento contro-insurrezionale prodromico alle missioni Operation Iraqi Freedom e Operation Enduring Freedom.
Dall'inizio del 2004, lo NTC iniziò ad orientarsi sull'addestramento delle unità dispiegate in Iraq o in Afghanistan per operazioni urbane (Urban Operations, UO). Nell'area addestrativa — al fine di avvicinarsi al massimo realismo — sono state realizzate città di notevole sofisticazione urbanistica, per alloggiarvi centinaia di figuranti, molti dei quali di madrelingua araba o curda, abbigliati nelle opportune fogge, per ricreare la presenza di civili sul campo (Civilians On the Battlefield, COBs). La consapevolezza delle implicazioni culturali e le operazioni di collegamento con i capi locali sono enfatizzate costantemente ed a tutti i livelli.
Varie installazioni e/o unità militari statunitensi hanno le loro versioni locali di OPFOR che si impiegano in esercitazione.
L'esercitazione australo-americana Crocodile '03 si avvaleva di un "partito arancione" in cui soldati tratti da vari reparti australiani cooperavano con un contingente di marines.